# عزيز أباد (خلخال)
عزيز أباد هي قرية في مقاطعة خلخال، إيران. عدد سكان هذه القرية هو 50 في سنة 2006.